# Uhlfeldkolonie
Die Uhlfeldkolonie (auch: Kolonie Uhlfeld) war eine österreichische Kommune in Kasachstan, die zwischen März 1926 und März 1927 bestand.

## Vorgeschichte
Im Österreich der 1920er organisierten viele Vereine die Emigration ins Ausland, und viele Österreicher verließen aufgrund von Arbeitslosigkeit und Armut ihre Heimat. Die „Republikanische Vereinigung ehemaliger Kriegsteilnehmer und Kriegsopfer Österreichs“ (RVKKÖ), die mehr als 1000 Mitglieder zählte, warb unter Obmann Karl Uhl für die Gründung einer Kommune in Kasachstan in der Sowjetunion, der damaligen Kasachischen Autonomen Sozialistischen Sowjetrepublik. Viele Arbeitslose waren als Kriegsgefangene im Russischen Reich gewesen und kannten daher die Sprache und die Verhältnisse in Russland. Zudem versprach die politische Situation nach der kommunistischen Revolution Friede und Prosperität. Die Auswanderung wurde damals von Österreich finanziell unterstützt, und die Sowjetunion warb aktiv um Einwanderer.

## Kolonie
Im März 1926 nahmen 210 Österreicher, darunter auch Karl Uhl, das ihnen zugewiesene, 2500 Hektar große Gebiet beim Dorf Sabulak am Fluss Syrdarja, wenige Kilometer entfernt von Qysylorda, in Besitz, um dort eine landwirtschaftliche Kommune mit dem Namen Uhlfeld aufzubauen. Doch dieses Land war eine von Dornengestrüpp überwucherte, unfruchtbare Salzsteppe; zudem waren die Österreicher das kasachische Klima mit starken Frösten und Sandstürmen sowie die schlechte Verpflegung und die unzulängliche Hygiene nicht gewöhnt. Viele kapitulierten vor den widrigen Verhältnissen und kehrten kurz nach der Ankunft wieder nach Österreich zurück. Andererseits zogen aber auch mehrere Personen von Österreich in die Kommune nach. Die finanziellen Mittel waren nicht dafür ausgelegt, eine unfruchtbare Steppe in Ackerland umzuwandeln. Zunächst wurde ein sechs Kilometer langer Bewässerungskanal gegraben, jedoch blieb die erste Ernte weit hinter den Erwartungen zurück. Immerhin konnte man mit den mitgebrachten, westlichen Gerätschaften eine Schneiderei, eine Schusterei, eine Werkstätte sowie eine Bäckerei errichten und damit die ganze Region versorgen. Dennoch waren die schwierigen Verhältnisse in der Fremde so gravierend, dass es immer wieder zu Auseinandersetzungen kam. Letztlich scheiterte das gesamte Projekt. Die meisten Kolonisten zogen in andere Städte im heutigen Kasachstan und Usbekistan; über das Schicksal dieser Menschen ist wenig bekannt. Nur wenige kehrten nach Österreich zurück, da sich jeder Heimkehrer verpflichtet hatte, von der österreichischen Regierung geleistete Unterstützungsgelder zurückzuzahlen. Auch Karl Uhl blieb in Russland. Der Kolonist Alois Fluch gründete nach der offiziellen Auflösung der Kommune mit einigen anderen Uhlfeld-Kolonisten das österreichische Artel Solidarnost' (Solidarität), eine Art Genossenschaft, die im Baugewerbe tätig war, anfangs in Kzyl-Orda, später in Alma-Ata. Im Juni 1933 übersiedelte Fluch mit seiner Familie von Alma-Ata nach Gulja in China, weil sich die Lebensbedingungen in der Sowjetunion immer mehr verschlechterten. Alois Fluch wurde im Sommer 1939 in Sinkiang verhaftet. 1941 wurde er vom NKWD aus Gulja in die Sowjetunion verschleppt und dort am 29. Juli 1941 „offiziell“ verhaftet. Er wurde der Spionage beschuldigt und am 31. März 1942 zusammen mit den ehemaligen Kolonisten Hugo Blasch, Marjan Kloc, Franz Konetschny, Heinrich Leeb, Johann Pfliegel und Rudolf Strach zum Tode verurteilt. Das Datum der Hinrichtung ist nicht bekannt.

## Nachwirkung
Für die lokalen sowjetischen Funktionäre war die österreichische Kolonie ein Vorzeigeprojekt und wurde entsprechend umworben. Russische Pädagogen, Landwirte, Ärzte und Journalisten besuchten die Kommune. Nach der Auflösung der Kolonie wurden die errichteten Gebäude später unter anderem als Erholungsheim für Komsomolzen genutzt.

## Weblink
- Lana Berndl: Die Uhlfeldkolonie – Eine österreichische Kommune in Kasachstan. In: novastan.org.